# Карачаево-балкарская литература
Карача́ево-балка́рская литерату́ра — комплекс литературных произведений, написанных на карачаево-балкарском языке. Зародилась во 2-й половине XIX — начале XX вв., до появления карачаево-балкарской письменности. Включает в себя самостоятельные литературные традиции балкарцев и карачаевцев.

## История

### Балкарская литература
На основе тюркской, персидской и арабской поэзии, Кязим Мечиев, основоположник балкарской поэтической традиции, записывал свои тексты арабскими буквами.
В 19 веке ощутимый вклад в формирование балкарской литературы внесли ряд просветителей, среди которых: 
- братья С.-А. и Н. Урусбиевы — первые публикаторы балкарского фольклора,
- Б. А. Шаханов — публицист и прозаик,
- С. Б. Чабдаров (1851 — 1927) — автор религиозных текстов

Вначале XX века появилось первое поколение профессиональных балкарских писателей: А. К. Будаев, Х. К. Теммоев, С. О. Шахмурзаев, С. Ш. Хочуев и др. Особенностью литературы того времени было обращение к поэтическим жанрам и соединения фольклорных приёмов с героико-революционной тематикой. Но уже в 1930-х гг. формируется лирическая традиция, отражающая духовный опыт горцев (К. С. Отаров, К. Ш. Кулиев). Формирование прозы (рассказ, повесть, художественный очерк) происходит в творчестве Б. И. Гуртуева, Х. Х. Кациева, Х. К. Теммоева, А. М. Ульбашева, С. Ш. Хочуева. Первые драматургические произведения на балкарском языке появляются в начале 40-х гг. (например драма Р. К. Геляева "Кровавый калым", написанная в 1940). В жанре драмы свои произведения пишут И. Б. Жантуев, О. М. Этезов. В период Великой Отчечественной войны преобладающим жанром становится патриотическая лирика ("Мы победим!" Кязима Мечиева, 1941).
В связи с депортацией балкаркского народа (1944 — 57) развитие балкарской литературы было прервано, но сохранялись поэтические и фольклорные традиции. Преобладали темы отнятой родины и ностальгические мотивы в поэзии Т. М. Зумакуловой, К. Ш. Кулиева, К. С. Отарова, После реабилитации и возвращения балкарцев, балкарская литература переживает подъем: Кайсын Кулиев получил всесоюзное и мировое признание.
Во 2-й пол. 20 в. появилось новое поколение поэтов: И. Х. Бабаев, А. Л. Байзуллаев, С. С. Гуртуев, М. Х. Мокаев, А. С. Созаев; прозаиков:  Б. Л. Гуляев, Э. Б. Гуртуев, А. М. Теппеев, Ж. З. Токумаев, З. Х. Толгуров; драматургов: И. Ш. Маммеев, И. Ж. Боташев. Формируется национальное литературоведение (Т. Ш. Биттирова, Р. К. Отарова, З.Х. Толгуров, А. М. Теппеев, Ф. А. Урусбиева).

### Карачаевская литература
Первым оригинальным произведеним карачаевской литературы является "Песня Хасаука" К. Байрамукова (1828), более 150 лет считавшаяся в народной памяти фольклорной.
Карачаевские просветители начала 20 вв.:
- И. Я. Акбаев — один из создателей карачаево-балкарской письменности;
- И. П. Крымшамхалов (псевдоним Ислам Тебердичи),
- Х. Халилов, И. Хубиев и др.

Основоположник карачаевской литературы — поэт И. У. Семенов в начале 20 века использовал арабские буквы, как и Кязим Мечиев. Появились первые профессиональные карачаевские писатели: И. З. Каракетов (поэт), И. А.-К. Хубиев (двуязычный прозаик и публицист), У. Дж. Алиев (русскоязычный поэт и публицист). Среди поэтов 1920–30-х гг. можно выделить: И. З. Каракетова, А. Л. Уртенова, Д. П. Байкулова, О. А. Хубиева. Публицистика и журналистика оказали сильное влияние на формирование карачаевской литературы того времени. Исторический роман "Чёрный сундук" прозаика Х. А. Аппаева  (1935 — 36) заложил традиции повествования на основе фольклора.
В драматургии соединились игровые формы народных обрядовых представлений и традиций профессионального театра. Драматурги: А.-К. Батчаев, А. Боташева, Г. Гебенов, А. Коркмазов, Ш. Эбзеев.
Депортация карачаевцев (1944 — 1957) прервала развитие карачаевской литературы, но в то же время сохранялись фольклорно-песенные жанры. После окончания депортации сильное развитие получил жанр короткого юмористического рассказа: "хабара" (карач.-балк. новость, анекдот), лучшие образцы которого создал М. А. Хубиев. Классикой карачаевской литературы стали поэмы У. Б. Алиева, поэзия А. А. Суюнчева, стихи и проза Х. Б. Байрамуковой.

## Современность

### Балкарская литература
В конце 1980 — 2000-х гг. в творчестве молодых балкарских литераторов прослеживается переосмысление событий национальной истории, и поднимаются вопросы места и роли человека в изменяющемся мире (поэты М. Беппаев, А. Бегиев, М. Ольмезов и др.; прозаик Б. Чипчиков).

### Карачаевская литература
В конце 20 века появляются новые имена в прозе, поэзии и драматургии: А. Акбаев, Ф. Байрамукова, М. Батчаев, Х. Джаубаев, А. Кубанов, С. Лайпанов, А. Узденов, Н. Хубиев и др., развивалось литературоведение (З. Б. Караева, А. И. Караева).